# Villarzel-du-Razès
Villarzel-du-Razès – miejscowość i gmina we Francji, w regionie Oksytania, w departamencie Aude.
Według danych na rok 1990 gminę zamieszkiwało 89 osób, a gęstość zaludnienia wynosiła 7 osób/km² (wśród 1545 gmin Langwedocji-Roussillon Villarzel-du-Razès plasuje się na 812. miejscu pod względem liczby ludności, natomiast pod względem powierzchni na miejscu 621.).

## Zabytki
Zabytki w miejscowości posiadające status monument historique:
- zamek w Villarzel (château de Villarzel)